# Discodes coccophagus
Discodes coccophagus är en stekelart som först beskrevs av Julius Theodor Christian Ratzeburg 1848.  Discodes coccophagus ingår i släktet Discodes och familjen sköldlussteklar. Arten är reproducerande i Sverige. Inga underarter finns listade i Catalogue of Life.